# Brain Damage (groupe)
Pour les articles homonymes, voir Brain Damage.
Brain Damage est un groupe de rock français. Il est formé en 1977 par Bruno Bietolini (alias Haylock M.S. Ellis) (guitare) et Philippe Poiret (guitare, claviers, chant). Le groupe se sépare en 2012.

## Biographie

### Première formation
Le groupe est formé en 1977 par Bruno Bietolini (alias Haylock M.S. Ellis) (guitare) et Philippe Poiret (guitare, claviers, chant). 
À l'issue de différents changements de musiciens ayant amené Didier Borgatta à la basse et Eric Poli (ex-P38) à la batterie, ils sont rejoints en 1983 par Roland C. Wagner au chant. Ils jouent alors un mélange de punk, de new wave et de garage rock. Après une vingtaine de concerts, le groupe se sépare deux ans plus tard sans laisser de trace discographique — du moins à l'époque, car 1984 (Live au Cithéa) (Shayol 3) présente le dernier concert de cette formation, le 15 septembre 1984.

### Période psychédélique
Brain Damage se reforme en 1988 avec une nouvelle section rythmique : Norbert Endevell à la batterie et, à la basse, Hubert Evrard (ex-Stunners (un groupe de Rhythm and blues français (de Saint-Ouen), ex-Chéri Noir). Cette fois, l'orientation musicale est nettement garage psychédélique - ils furent même surnommés un temps les « Fuzztones français ». Dans la première moitié des années 1990, après une période de flottement due au départ de Philippe Poiret, Bruno et Roland reforment le groupe avec Paul Akkari (basse) et Philippe Barbe (batterie) pour des enregistrements studio et des concerts (Gibus, Théâtre Jean Vilar) de fin 1989 à 1991.
Le groupe donne ensuite quelques concerts avec Valéry Guillaume (ex-NoMad, ex-X-Men) à la basse et Richard Devesa (ex-NoMad, ex-X-Men, futur RTZ) à la guitare rythmique (fuzz) avant de renoncer à la scène.

### SF et Roland C. Wagner
Brain Damage, recentré sur Bruno Bietolini et Roland C. Wagner, se consacre désormais à l'enregistrement, avec l'assistance ponctuelle de Valéry Guillaume et un sérieux coup de main à la batterie de Mr Shoes qui joue sur les principaux titres récents. On retrouve cette formation sur le CD sans titre sorti en 1999 sur Shayol Records (Shayol CD1). Quant au 45 tours (Shayol 101) paru en 1996, il présente Brain Damage, enregistré six ans plus tôt - tandis que la face B est occupée par Shiva's Meltdown des X-Men, un autre projet musical de H.M.S. Ellis. Un maxi 25 cm est annoncé durant plusieurs années, mais il semblerait qu'il n'ait jamais vu le jour.
Plusieurs dizaines de morceaux sont néanmoins disponibles en ligne, parmi lesquels Clique sur le mulot, hymne sarcastique à la musique libre et à la circulation sans entrave de la culture.
En septembre 2006, Brain Damage publie son deuxième album, Visages sur l'écran (Shayol 2), sous une forme uniquement virtuelle et sous licence Creative Commons. Composé de dix morceaux enregistrés entre 1989 et 2006, il est disponible en téléchargement gratuit sur Jamendo. L'orientation des textes est comme toujours très axée sur la science-fiction, avec des titres comme Quand le paysage se déchire (Philip K. Dick), Un été de serre (dédié à Norman Spinrad), Visages sur l'écran ou encore Méfie-toi du savant fou !.

### Rêves de Gloire
Les paroles de plusieurs chansons sont reprises dans le roman uchronique Rêves de gloire de Roland C. Wagner, notamment Regarde vers Lorient, La Pointe Pescade, M. Sucredorge ou encore Sur le mont (Timothy Leary). Faisant référence aux expériences de Timothy Leary ou basées sur des rythmes psychédéliques, ces chansons permettent de mieux comprendre la nature et l'origine de la Gloire, la drogue qui donne son nom au roman.
Le groupe disparait en 2012, avec la mort de Haylock M.S. Ellis suivie quelques mois plus tard de celle de Roland C. Wagner.

## Discographie

### Albums studio
- 1992 : La Ténèbre (K7 - 4 titres)
- 1993 : (T'aimer) C'est aller à la Mort (K7 - 4 titres)
- 1996 : Brain Damage (Une face de single)
- 1996 : Envie de huuurler ! (K7 démo - 4 titres)
- 1999 : Brain Damage (CD)
- 2006 : Visages sur l'écran (album virtuel)
- 2007 : Brain Damage (album virtuel, réédition modifiée du CD)
- 2007 : 1984 (Live au Cithéa) (album virtuel, enregistré en 1984)
- 2007 : Pompiers hallucinés

### Singles
- 2007 : La Ténèbre
- 2007 : Consensus zéro
- 2007 : Love-In 67
- 2007 : Drop-Out 68
- 2007 : Clique sur le mulot
- 2007 : Let's Go 69!

### Compilations
- 2006 : Un été de serre sur Compilsa vol. 1[3]
- 2007 : Sur le mont (Timothy Leary) sur Les Compiles à Marcel vol. 1